# Світ знизу
«Світ знизу» (англ. The World Below) — науково-фантастична дилогія американського письменника Сідні Фаулера Райта. Роман задумувався як третя частина трилогії, але третя книга так і не була написана. Перша частина трилогії вийшла у видавництві Merton Press 1924 року окремо, під назвою «Амфібії: роман о те, что буде за 500.000 років» (англ. The Amphibians: A Romance of 500.000 Years Hence); роман-продовження — «Блукачі» (англ. The Dwellers) з'явився роком пізніше (1925). Дилогія вийшла під однією обкладинкою під назвою «Світ знизу» у видавництві «Collins» 1929 року.  Друга частина дилогії була перевидана у серії «Galaxy Science Fiction Novels» в 1951 році й також мала назву «Світ знизу».

## Сюжет
Роман розповідає про людину, яка вирушає на 500 тисяч років у майбутнє за допомогою машини часу. Там він зустрічає расу розумних пухнастих істот відому під назвою «Амфібії». З їхньою допомогою він досліджує планету і зрештою його захоплюють, надрозумні істоти, які керують долею планети.

## Відгуки
Бучер та Маккомас похвалили видання 1949 року, посилаючись на його «соціологічну критику, духовну стимуляцію та сатиру високого порядку». Лайон Спрег де Кемп схарактеризував її як «один з найвидатніших науково-фантастичних романів, коли-небудь написаних», стверджуючи, що «атмосфера книга абсолютно неперевершена, і для захопливого читання вона те, що треба». Тим не менше Де Камп, також розкритикував роман за «довгі філософські аргументи» у діалозі між його головним героєм та його супутницею-нелюдиною, особливо за слово «опудало (або солом'яна людина)».